# Mladen Kučev
Mladen Veličkov Kučev (in bulgaro Младен Величков Кучев?; Zgalevo, 29 gennaio 1947) è un ex sollevatore bulgaro medagliato olimpico e mondiale e campione europeo che ha gareggiato nelle categorie dei pesi piuma (fino a 60 kg.) e dei pesi leggeri (fino a 67,5 kg.).

## Carriera
Nel 1968 partecipò alle Olimpiadi di Città del Messico nella categoria dei pesi piuma, che erano valide anche come campionato mondiale, terminando la competizione al 9º posto finale con 357,5 kg. nel totale di tre prove.
Un anno dopo Mladen Kučev iniziò a riscuotere i primi successi in campo internazionale ai campionati mondiali ed europei di Varsavia 1969, dove si classificò al 2º posto finale con 385 kg. nel totale, dietro al giapponese Yoshiyuki Miyake con lo stesso risultato nel totale, vincendo pertanto la medaglia d'argento mondiale e la medaglia d'oro europea.
Nel 1970 confermò la medaglia d'oro ai campionati europei di Szombathely con 382,5 kg. nel totale, davanti al polacco Jan Wojnowski (377,5 kg.).
Nel 1972 Kučev, dopo essere passato alla categoria superiore dei pesi leggeri, fu nuovamente medaglia d'oro ai campionati europei di Costanza con 447,5 kg. nel totale e vinse la medaglia d'argento alle Olimpiadi di Monaco di Baviera 1972 con 450 kg. nel totale, alle spalle del sovietico Mucharbij Kiržinov (460 kg.). Questa competizione olimpica era valida anche come campionato mondiale.
L'anno seguente Kučev vinse la medaglia d'argento, battuto da Kiržinov, ai campionati europei di Madrid con 295 kg. nel totale di due prove, essendo stata abolita nel frattempo la prova di distensione lenta, e qualche mese dopo ottenne un'altra medaglia d'argento ai campionati mondiali de L'Avana con 302,5 kg. nel totale, ancora dietro a Kiržinov (305 kg.), ma terminando davanti al connazionale Petăr Janev (292,5 kg.).
Nel 1975 Kučev vinse la doppia medaglia di bronzo ai campionati mondiali ed europei di Mosca con 302,5 kg. nel totale, ma l'anno successivo, a causa di un infortunio, dovette interrompere la sua carriera di sollevatore, durante la quale stabilì 9 record mondiali nella prova di distensione lenta, suo vero punto di forza, di cui 3 nei pesi piuma e 6 nei pesi leggeri.